# Cheap Trick at Budokan
Albums de Cheap Trick
Heaven Tonight
(1978) Dream Police
(1979)
Cheap Trick at Budokan est un album live du groupe de rock américain Cheap Trick, sorti en 1978. 

## L'album
Après les trois premiers albums qui obtinrent un succès mitigé, le groupe parvient à lever les foules lors de sa tournée au Japon en 1978, au point que l'on parle de véritable beatlesmania. L'album reste classé dans les charts pendant plus d'un an et se vend à plus de trois millions d'exemplaires. Rolling Stones le classe à la 426e place de son classement des 500 plus grands albums de tous les temps, Billboard à la 4e place de son classement des 200 plus grands albums. Il fait partie des 1001 albums qu'il faut avoir écoutés dans sa vie. 

### Titres
Tous les titres sont de Rick Nielsen (sauf mentions).
- Hello There (2:27)
- Come On, Come On (3:03)
- Lookout (3:15)
- Big Eyes (3:47)
- Need Your Love (Nielsen, Tom Petersson) (9:07)
- Ain't That a Shame (Antoine Domino, Dave Bartholomew) (5:10)
- I Want You to Want Me (3:38)
- Surrender (4:40)
- Goodnight Now (2:42)
- Clock Strikes Ten (4:11)

### Musiciens
- Robin Zander : voix, guitare
- Rick Nielsen : guitare, guitare électrique, voix
- Tom Petersson : basse, voix
- Bun E. Carlos : batterie